# Pontiac Custom Torpedo
Der Pontiac Custom Torpedo Serie JC war ein Oberklasse-PKW, der im Modelljahr 1941 von Pontiac, einer Marke von General Motors, gefertigt wurde.
Parallel zum Deluxe Torpedo und zum Streamliner Torpedo wurde der Custom Torpedo auf dem langen GM-C-Fahrgestell angeboten. Die Wagen im „Silver Streak“-Design (Chromstreifen auf der Motorhaube vom Kühlergrill bis zur Unterkante der Windschutzscheibe) waren als 2-türiges Coupé, 4-türige Limousine und 5-türiger „Woody“-Kombi (hinten in Holz ausgeführt) verfügbar. Das Interieur war in Kunstleder ausgeführt. Dazu gab es noch einen Deluxe-Kombi mit echter Lederausstattung.
Es gab wahlweise einen Sechszylinder-Reihenmotor mit 3919 cm³, der bei 3.200 min−1 90 bhp (66 kW) abgab, oder einen Achtzylinder-Reihenmotor mit 4079 cm³ Hubraum, der 103 bhp (76 kW) bei 3500 min−1 leistete. Die Motorkraft wurde über eine Einscheiben-Trockenkupplung, ein lenkradgeschaltetes Dreiganggetriebe und eine Kardanwelle an die Hinterräder weitergeleitet.
Im Folgejahr entfiel das Modell ersatzlos. Im einzigen Produktionsjahr waren 25.448 Wagen entstanden.